# 香港上海銀行・香港本店ビル
香港上海銀行・香港本店ビル（ホンコンシャンハイぎんこう・ホンコンほんてんビル、HSBC Main Building、滙豐總行大廈）は、世界最大級の銀行金融グループHSBCグループの母体であり中核子会社でもある香港上海銀行（The Hongkong and Shanghai Banking Corporation、香港上海滙豐銀行）が本部・本店とする超高層ビルである。香港中環皇后大道中（Queen's Road Central）1号に所在する。
イギリスの建築家、ノーマン・フォスター（Sir Norman Foster）により設計され、1985年に完成した。現在香港を代表する超高層ビルであるとともに、世界的にも著名なハイテク建築の一例として知られている。

## 特徴

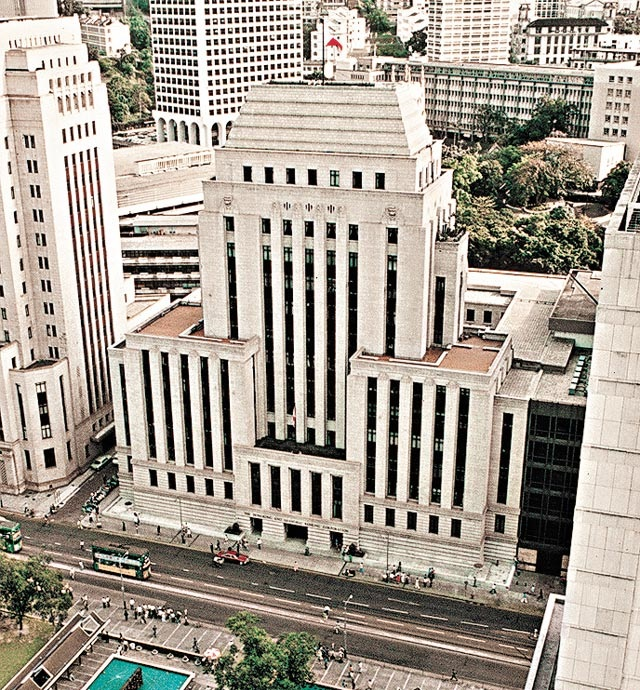
香港上海銀行の3代目本店ビル

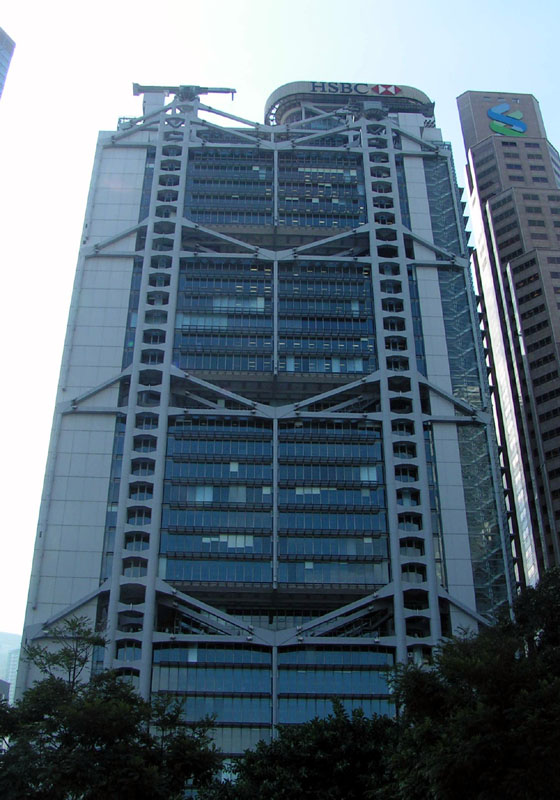
香港上海銀行・香港本店ビル

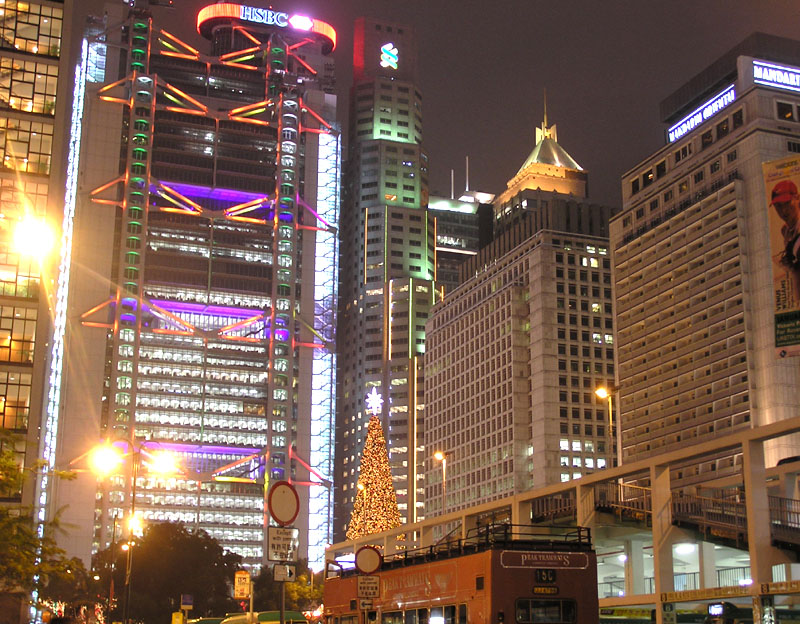
夜の様子

香港上海銀行の本店は、現在の建物が建つ前にも1865年以来この地に存在している。この土地は中環（Central）の女王の名前を冠した通り「皇后大道中（Queen's Road Central）」の1号という場所であり、イギリス統治時代香港の真ん真ん中を意味した（現在でも香港の中心地であることに変わりはない）。中環地区が現在のように香港の政治や経済、交通の要衝になったのは、香港政庁の政府合同庁舎（中區政府合署）や総督府といった中枢施設が設置されたことと、香港上海銀行の本店が所在することが大きい。特に1933年から1935年にかけて建てられた先代の3代目本店ビルは、高さ70mと当時極東で最も高く、シカゴ派の影響を受けたものであった。1941年末から1945年までの日本軍による統治時代には香港占領地総督部の本部が置かれた。戦後、1980年代初頭に現在の建物に建て替えられるまで使われた。
1983年にイギリスの建築家、ノーマン・フォスターが香港上海銀行からの依頼を受け設計、建設を開始した。設計の際の条件として完成後何十年を経ても陳腐化しない建物というものもあったとされる。1985年に竣工し、高さ178.8m、44階建てで、完成当時は中環地区で最も高いビルとなった。この建物は現在フォスターの最も代表的な作品としても知られている。
香港上海銀行新社屋には莫大な建設費が投入されたが、同時に建設当時の考えられる最先端の建築技術をふんだんに使用している。超高層ビルとしては世界初となる吊り構造を採用した（そのため、このビルの床に立つと時々揺れるような感覚に陥ることがある）。ガラスを多く利用している点では、現在のミニマリズム建築にも通じる。自然光を多く取り込めるようにするなどの点は、エコロジーを目標とした超高層ビルとして後にフォスターが設計する事になる、ドイツのフランクフルトに建設され1997年に完成したコメルツバンクのコメルツ銀行タワー（Commerzbank Tower：300.1m）へと繋がる建築思想をもうかがえる。更に香港らしいエピソードとして、建物を設計する際には風水師による指南も行われたともいわれる。
香港では建物側面の鉄骨の組み方の特徴から「蟹ビル」という愛称で呼ばれることがある。
この建物にインスパイアされた建築として、1991年に竣工した東京都文京区本郷にあるフォスター設計のセンチュリータワーがある。
グループの持ち株会社HSBCホールディングスは、1991年に成立した当初この建物を本拠としたが、1993年にロンドンに拠点を移し、現在は2002年ドックランズ地区にフォスターの設計により完成したエイト・カナダ・スクウェア（8 Canada Square：199.5m）を総本部としている。

## 施設

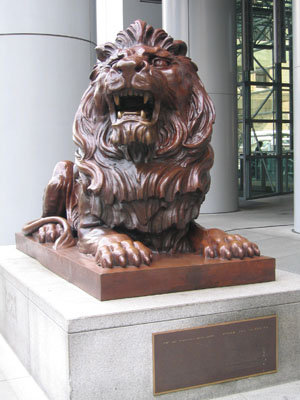
獅子像 “Stephen”
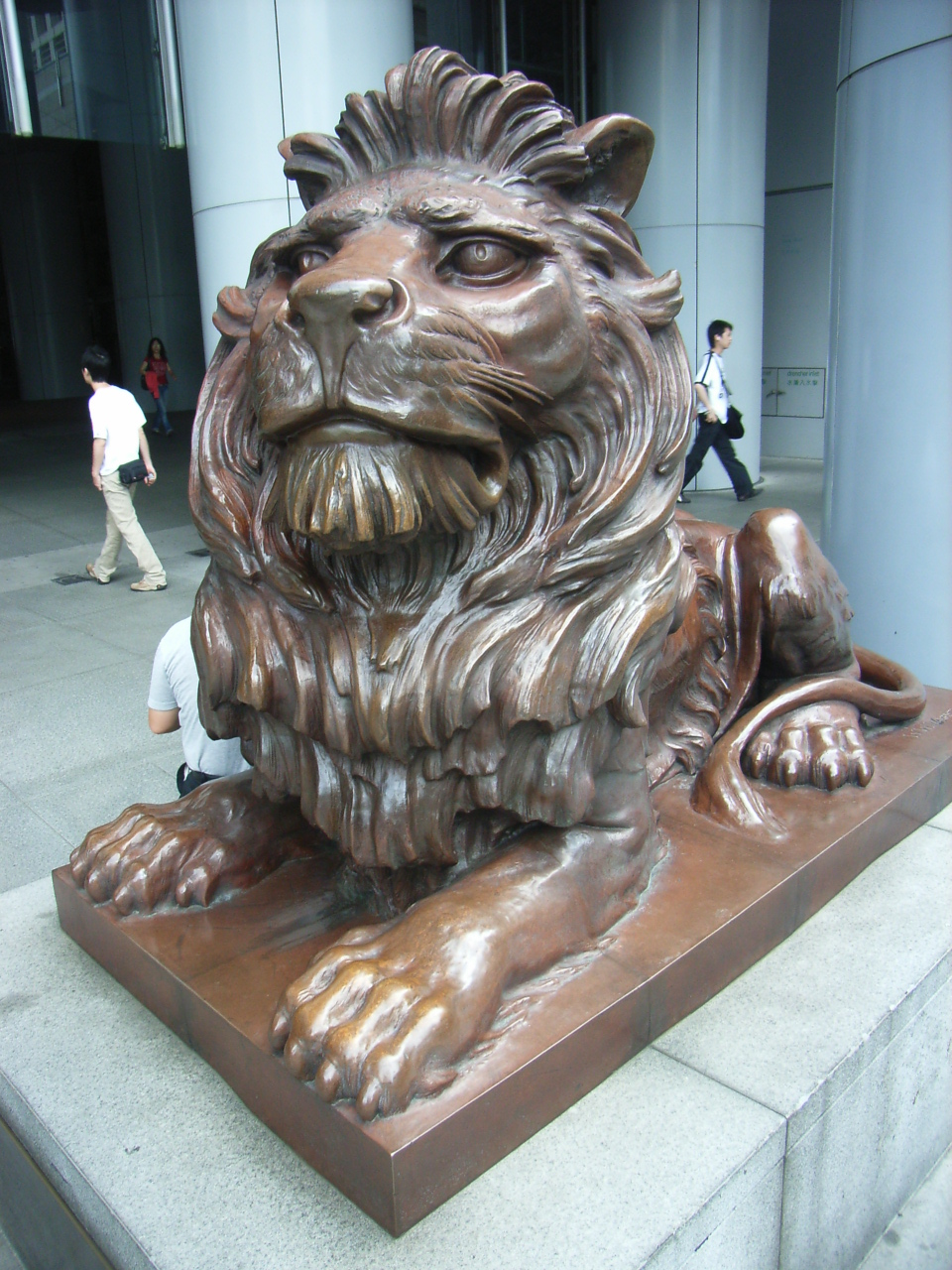
獅子像 “Stitt”
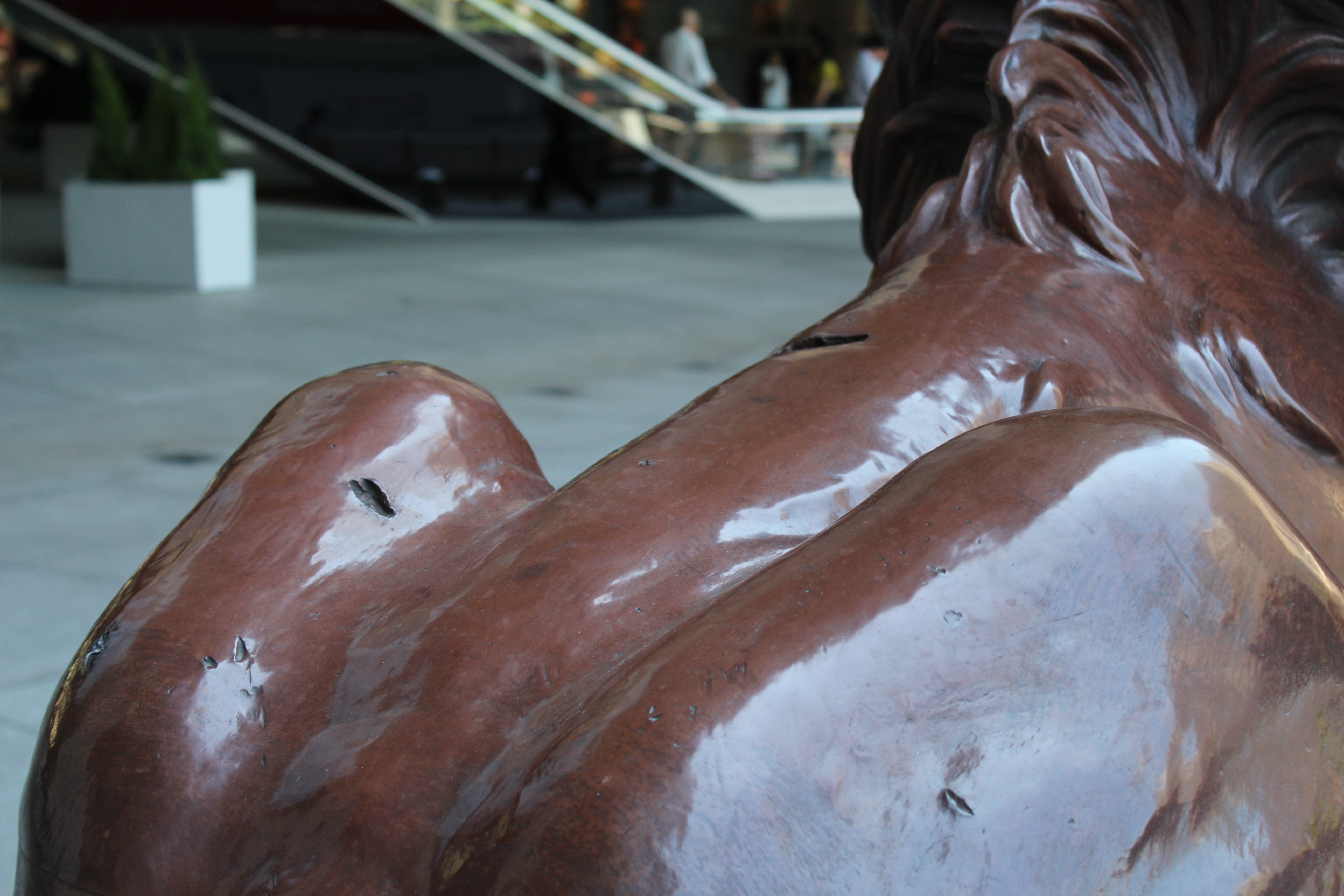
“Stephen” に残る香港の戦いの際の弾痕

地上階の皇后像広場（Statue Square）側にある一対の「獅子像」は、1935年に先代の本店ビルが完成して以来、受け継がれてきた香港上海銀行のシンボルである。香港ドル発券銀行3行のうちの1行である同行の紙幣にも、この獅子像が本店ビルを背景として描かれている。雄たけびを上げているのが “Stephen”、もう1頭が “Stitt” といい、共に20世紀前半の経営幹部の名に由来する。
地上階にはATMコーナーが設置されている。窓口はエスカレーターを上がり3階である。セキュリティの関係上、一般顧客は指示された階以上へは上がることはできない。業務に関係する箇所の撮影は禁止されている。店内には、建物に関する概要を記した英語と中国語（繁体字）のパンフレットが設置、配布されている。展望施設は設置されていない。

## 風水

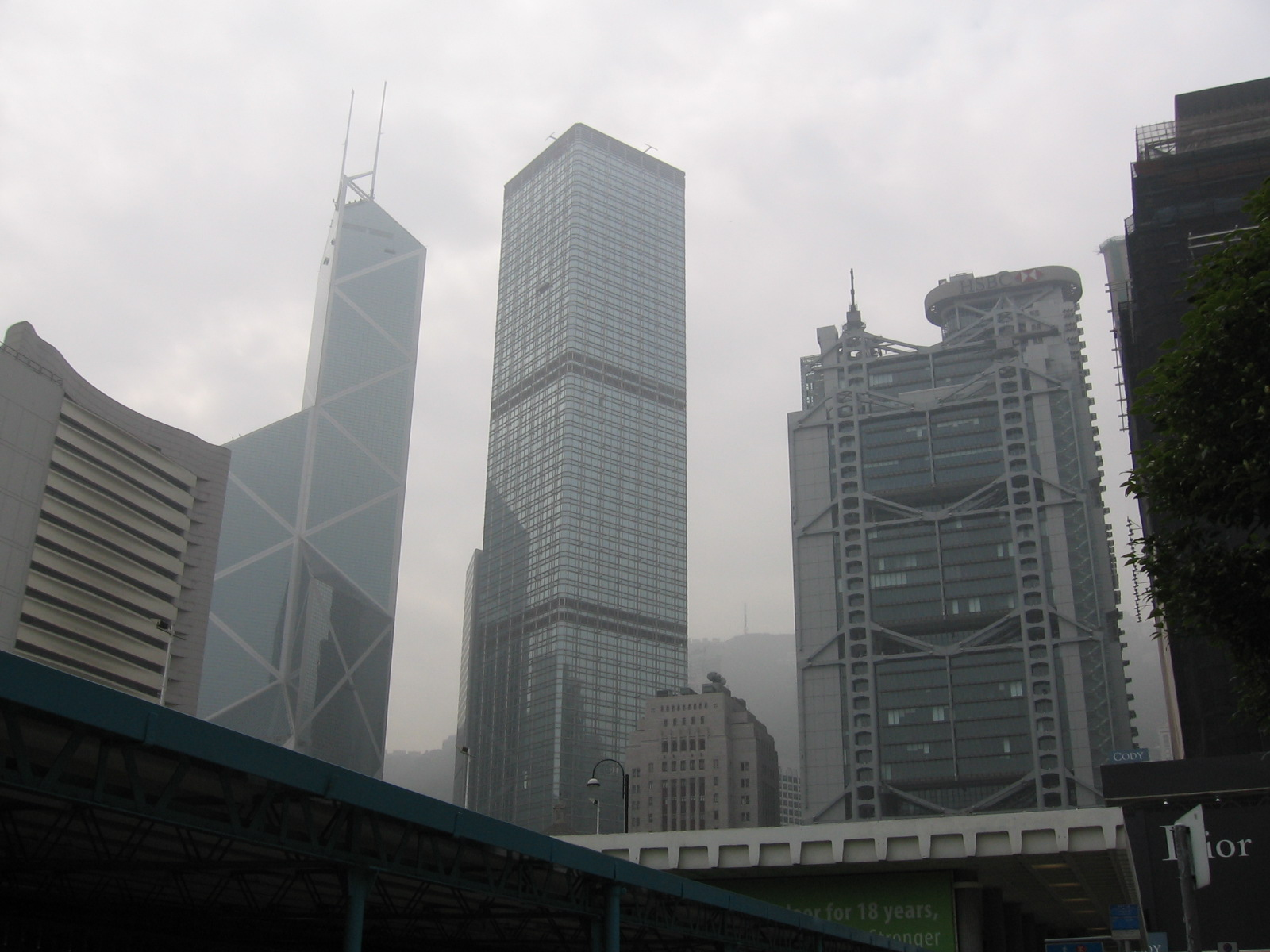
右：HSBCと左：中国銀行、中央は長江センター

香港上海銀行新社屋を設計する際に、フォスターは風水師の指南を仰ぐよう、施主の香港上海銀行側から申し受けたとされている。地上階のピロティや、ここにあるゆるやかな段差は、建物を貫通する「龍の道」を遮らないようにする意味合いがあるとされる。側面の鉄骨を当初下向きに設計したところ、風水師の指摘により上向きに修正されたという。
屋上にある窓拭き用のゴンドラは大砲に見立てられ、中国銀行タワー（中銀大廈：Bank of China Tower）が建設されてから、この建物へ向けて増設されたという。これは1990年に完成した中国銀行タワーの不吉とされる鋭角部分が、香港上海銀行へ向けられているとする指摘があり、これに対抗するためだといわれる。しかしこれら風水に関わる各文言は、非科学的である上に公式に発表されたものではないため、都市伝説の域を出ていない。

## 画像

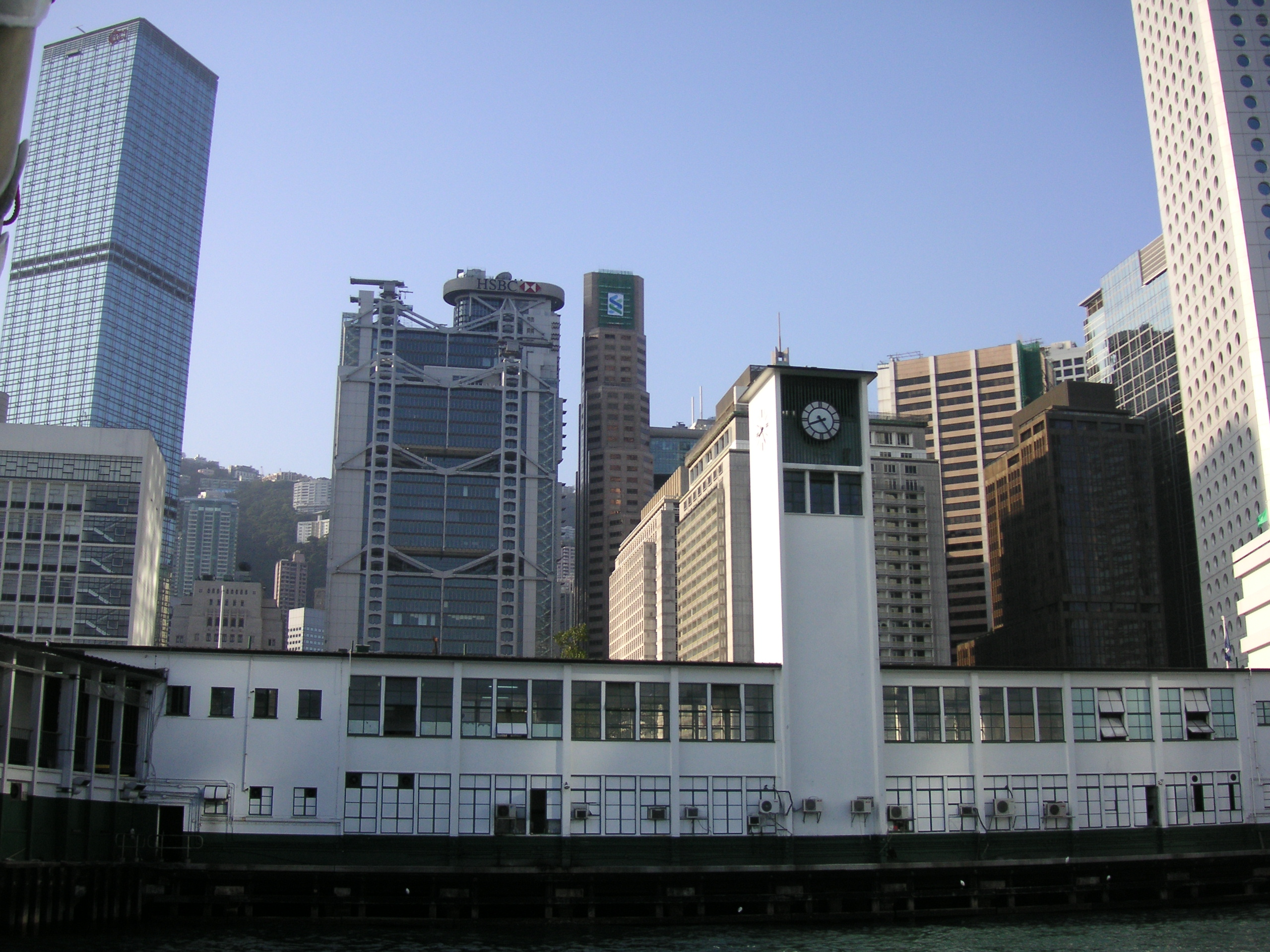
ヴィクトリア湾から
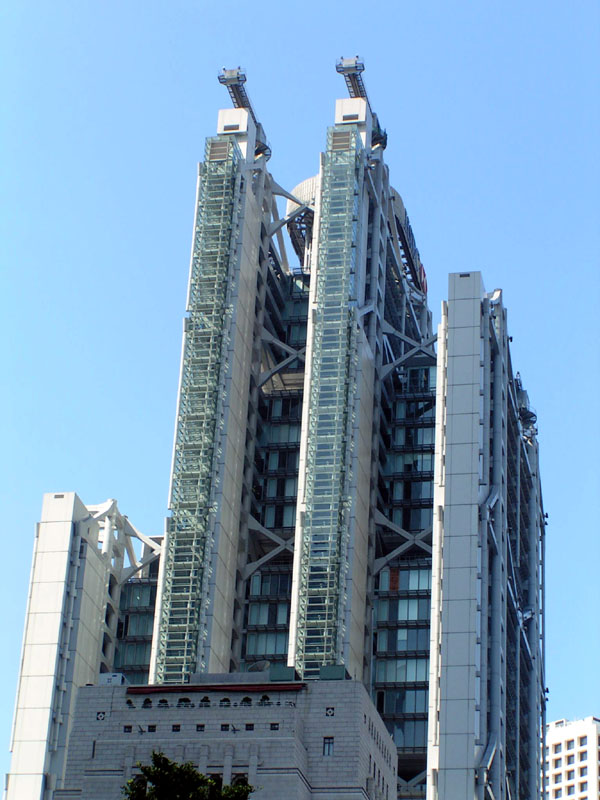
側面の様子
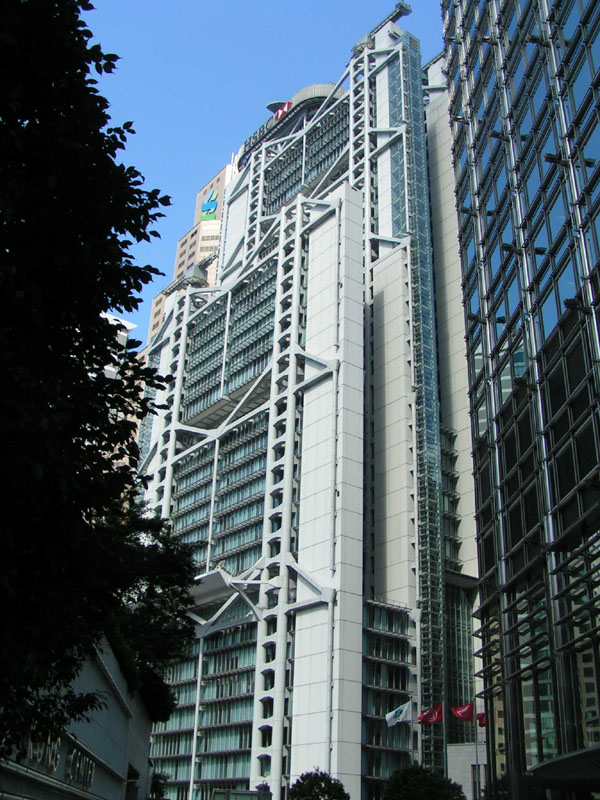
皇后大道側の様子
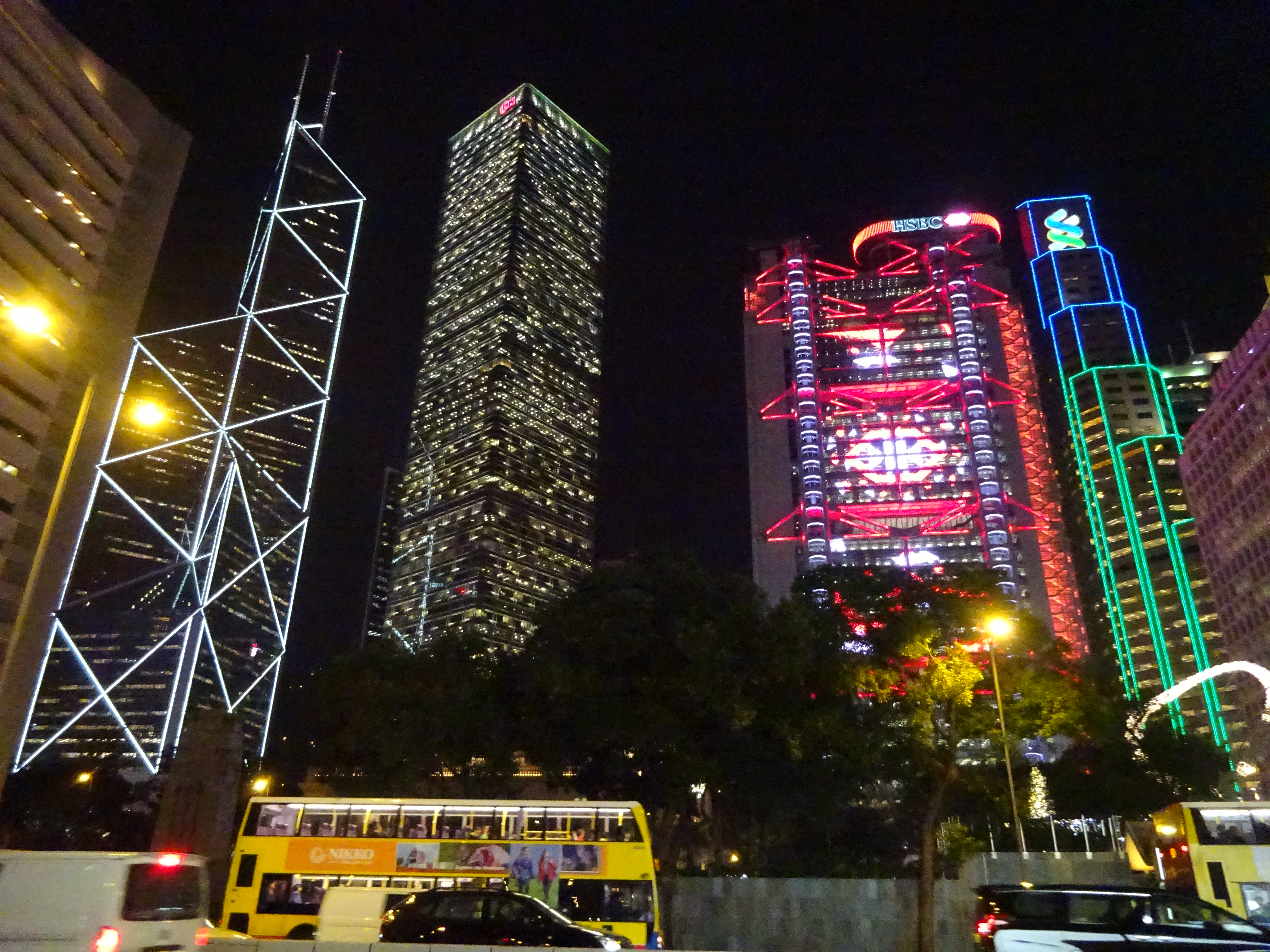
2015年のクリスマスイルミネーション

## 周辺施設
- MTR 中環駅
- MTR 香港駅
- 香港国際金融中心
- 香港特別行政区終審法院
- 中国銀行（香港）本店（中銀大廈：Bank of China Tower）
- スタンダード・チャータード銀行（渣打銀行：Standard Charted Bank）
- 香港証券取引所（交易廣場：Exchange Square）
- シティバンクタワー (花旗銀行中心：Citibank Tower)
- ジャーディーン・ハウス（怡和大廈：Jardine House）
- 大会堂（City Hall）
- 香港郵政総局 （General Post Office）
- 太子大廈（Prince’s Building）
- 長江センター（長江集團中心：Cheung Kong Center）
- 遮打大廈 （Chater House）
- マンダリン・オリエンタル香港
- 歴山大廈（Alexander House）

## 交通
- MTR港島線･荃湾線、中環駅
- MTR機場快線・東涌線、香港駅から徒歩5-10分程度
- 香港トラム（電車）
- スターフェリー（天星渡輪）・新中環埠頭から徒歩5-10分程度
- その他、バス（巴士）、ミニバス（公共小巴）、マキシキャブ（公共小巴）など利用